# 中国人民政治协商会议福州市委员会
中国人民政治协商会议福州市委员会（简称政协福州市委员会或福州市政协），是中国人民政治协商会议在福建省福州市的地方组织，其主要职能是政治协商、民主监督、参政议政。

## 沿革
1949年10月，召开福州市各届人民代表会议第一次会议。1950年1月，召开福州市各届人民代表会议第二次会议，成立福州市各界人民代表会议协商委员会，作为福州市各届人民代表会议闭会期间常设的协商机构，代行各界人民代表会议的职权。
根据1954年《中国人民政治协商会议章程》，1955年7月18日至21日，中国人民政治协商会议福州市第一届委员会第一次会议在福州吉祥山市救火联合会礼堂召开，标志着中国人民政治协商会议福州市委员会正式成立。1966年文化大革命开始后被迫停止活动。1978年4月开始恢复工作和开展活动。

## 组织机构
- 办公厅
  - 秘书处
  - 人事处
  - 行政处
  - 接待处
  - 委员工作室
  - 老干部工作处
  - 信息化管理处
- 机关党委
- 调研室
  - 调研处
  - 综合处
- 提案委员会
  - 提案委员会办公室
- 经济建设委员会
  - 经济建设委员会办公室
- 农业和农村委员会
  - 农业和农村委员会办公室
- 教科卫体委员会
  - 教科卫体委员会办公室
- 港澳台侨和外事委员会
  - 港澳台侨和外事委员会办公室
- 社会和法制委员会
  - 社会和法制委员会办公室
- 民族和宗教委员会
  - 民族和宗教委员会办公室
- 人口资源环境委员会
  - 人口资源环境委员会办公室
- 文化文史和学习委员会
  - 文化文史和学习委员会办公室

事业单位
- 福州市政协委员之家服务中心
- 福州市政协文史馆（提案审理中心）

## 历届委员会

### 第一届
- 任期：1955年7月－1958年6月
- 主席：张传栋
- 副主席：何萍、许显时、刘永业、林珠光、严叔夏（1956年8月增选）、孙同温（1956年8月增选）、汪盈科（1956年8月增选）
- 秘书长：孙同温 → 仲容（1956年8月当选）

### 第二届
- 任期：1958年6月－1962年4月
- 主席：张传栋
- 副主席：宁家魁、林珠光、陈东生、周问苍、李含阳、邓炎辉、丁兆星
- 秘书长：张导

### 第三届
- 任期：1962年5月－1964年3月
- 主席：郑重
- 副主席：林珠光、李含阳、邓炎辉、丁兆星、王兆培、仲容、王一平
- 秘书长：仲容

### 第四届
- 任期：1964年4月－1978年4月
- 主席：郑重
- 副主席：王一平、林珠光、李含阳、邓炎辉、丁兆星、王兆培、仲容
- 秘书长：仲容

### 第五届
- 任期：1978年5月－1983年3月
- 主席：蔡良承 → 杨（1980年2月改选）
- 副主席：邓超（－1980年2月）、宁家魁、曹奎之、萧志锋（－1980年2月）、黄骏霖（－1980年2月）、林珠光、王兆培、邓炎辉、丁兆星（－1980年2月）、王国祯（1980年2月当选）、龚震东（1980年2月当选）、张泉仁（1980年2月当选）、胡启刚（1980年2月当选）、张雨辰（1980年2月当选）、吴光中（1980年2月当选）、马秀发（1980年2月当选）、孙同温（1982年7月增选）
- 秘书长：宁家魁 → 杨春荣（1980年2月改选）

### 第六届
- 任期：1983年4月－1988年6月
- 主席：洪海
- 副主席：杨春荣（－1983年6月）、郝绍、仲容、林珠光、王国祯、王传琛、陈家振、朱柽、梁天宝、何梅琳、张湘铉、裴凤华（1984年7月增选）、李毓瑾（1984年7月增选）、王雪如（1985年8月增选）、吴幼波（1985年8月增选）、李桂成（1987年6月增选）、高伯英（1987年6月增选）
- 秘书长：杨春荣 → 成波平（1985年8月改选）

### 第七届
- 任期：1988年6月－1993年2月
- 主席：金能筹
- 副主席：彭世柽、孙海山、赖庆辉、李桂成、朱柽、梁天宝、高伯英、何梅琳、陈辉庚、鄢茂炎（1992年3月增选）
- 秘书长：高伯英 → 姚金泰（1990年5月改选）

### 第八届
- 任期：1993年2月－1997年12月
- 主席：赵守箴 → 王文贵（1996年3月当选）
- 副主席：姚金泰、赖庆辉、朱柽（1993年5月逝世）、陈辉庚（1996年3月辞任）、俞贤光（1995年2月辞任）、魏可富（1996年3月辞任）、孙新峰、龚融实、范崇华、刘嘉静（1996年3月增选）、林兴才（1996年3月增选）、黄双月（1996年3月增选）、高名祥（1997年2月增选）、李纯粹（1997年2月增选）
- 秘书长：姚金泰 → 林兴才（1994年3月改选）

### 第九届
- 任期：1997年12月－2002年12月
- 主席：王文贵
- 副主席：龚融实、刘嘉静、王讚猷、黄双月、李纯粹、陈书碧、何宜刚、陈青松、汤森金（1998年12月增选）、杨根平（1998年12月增选）
- 秘书长：王讚猷 → 林学忠（1998年12月改选）

### 第十届
- 任期：2002年12月－2007年2月
- 主席：王文贵 → 陈扬富（2006年1月当选）
- 副主席：龚融实、王讚猷、黄双月、李纯粹、陈书碧、何宜刚、汤森金、杨根平、陈今明、陈震宙、王聪深（2006年1月当选）
- 秘书长：林学忠

### 第十一届
- 任期：2007年2月－2012年1月
- 主席：陈扬富
- 副主席：吴依殿（2010年5月辞任）、李纯粹（2010年1月辞任）、陈书碧、何宜刚（2010年1月辞任）、吴华瑞（2010年1月辞任）、汤森金（2010年1月辞任）、陈今明、陈震宙（2010年5月辞任）、王聪深（2010年5月辞任）、雷成才、郑有光（2010年1月13日补选）、范美先（2010年1月13日补选）、郑建闽（2010年1月13日补选）、林治良（2010年1月13日补选[2]）
- 秘书长：林雄

### 第十二届
- 任期：2012年1月[3]－2017年1月
- 主席：方清海
- 副主席：雷成才、范美先、郑建闽（2016年7月22日辞任）、林治良、张献勇（2016年7月22日辞任[4]）、林雄（2016年2月14日辞任）、王长鹰（2016年2月14日辞任）、郑新清、林绍彬、郑勇（2016年2月17日当选）、林恒增（2016年2月17日当选）、陈继鹏（2016年2月17日当选）
- 秘书长：邓达木

### 第十三届
- 任期：2017年1月－2022年1月
- 主席：何静彦
- 副主席：雷成财、林治良（2021年7月21日辞任）、林绍彬、郑勇（2019年12月27日辞任）、林恒增、郑云春、王绍知、林锋、罗蜀榕、郑章干（2020年1月6日当选）、林澄（2020年1月6日当选）
- 秘书长：张大斌

### 第十四届
- 任期：2022年1月[5]－
- 主席：刘卓群
- 副主席：鄢萍、林恒增、林锋、罗蜀榕、郑章干、林澄、顾颀、唐希
- 秘书长：周应忠